# کهربا

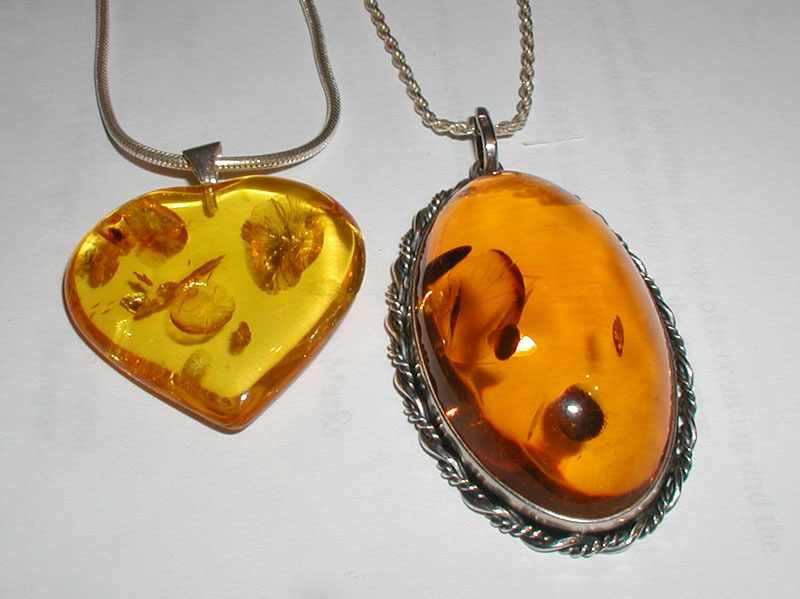
آویزهای ساخته شده از کهربا (ابعاد آویز بیضی شکل ۵۲ در ۳۲ میلی‌متر است)

کهربا به صمغ (انگم) فسیل شدهٔ درخت گفته می‌شود که معمولاً به دلیل رنگ و زیبایی طبیعی آن از دوران نوسنگی دارای ارزش است. معمولاً از این ماده برای ساخت اشیاء تزئینی و جواهر استفاده می‌شود. از دوران باستان تا به امروز، کهربا به عنوان سنگ جواهری بسیار ارزشمند بوده و به شکل‌های مختلف درآورده شده است. کهربا به عنوان عنصری در عطرها، عامل بهبودی در طب عامیانه، و به عنوان جواهر مورد استفاده قرار می‌گیرد.
پنج طبقه کهربا وجود دارد که بر اساس ترکیبات شیمیایی آن‌ها تعریف می‌شوند. از آن جا که منشأ آن صمغ نرم و چسبندهٔ درختان است، کهربا در برخی مواقع شامل اجزاء حیوانات و گیاهان به عنوان ناخالصی‌ها می‌باشد. اصطلاح ambrite به آن کهرباهایی گفته می‌شود که از لایه‌های زغال‌سنگ نیوزیلند یافت می‌شوند.

## تاریخ و نام‌ها

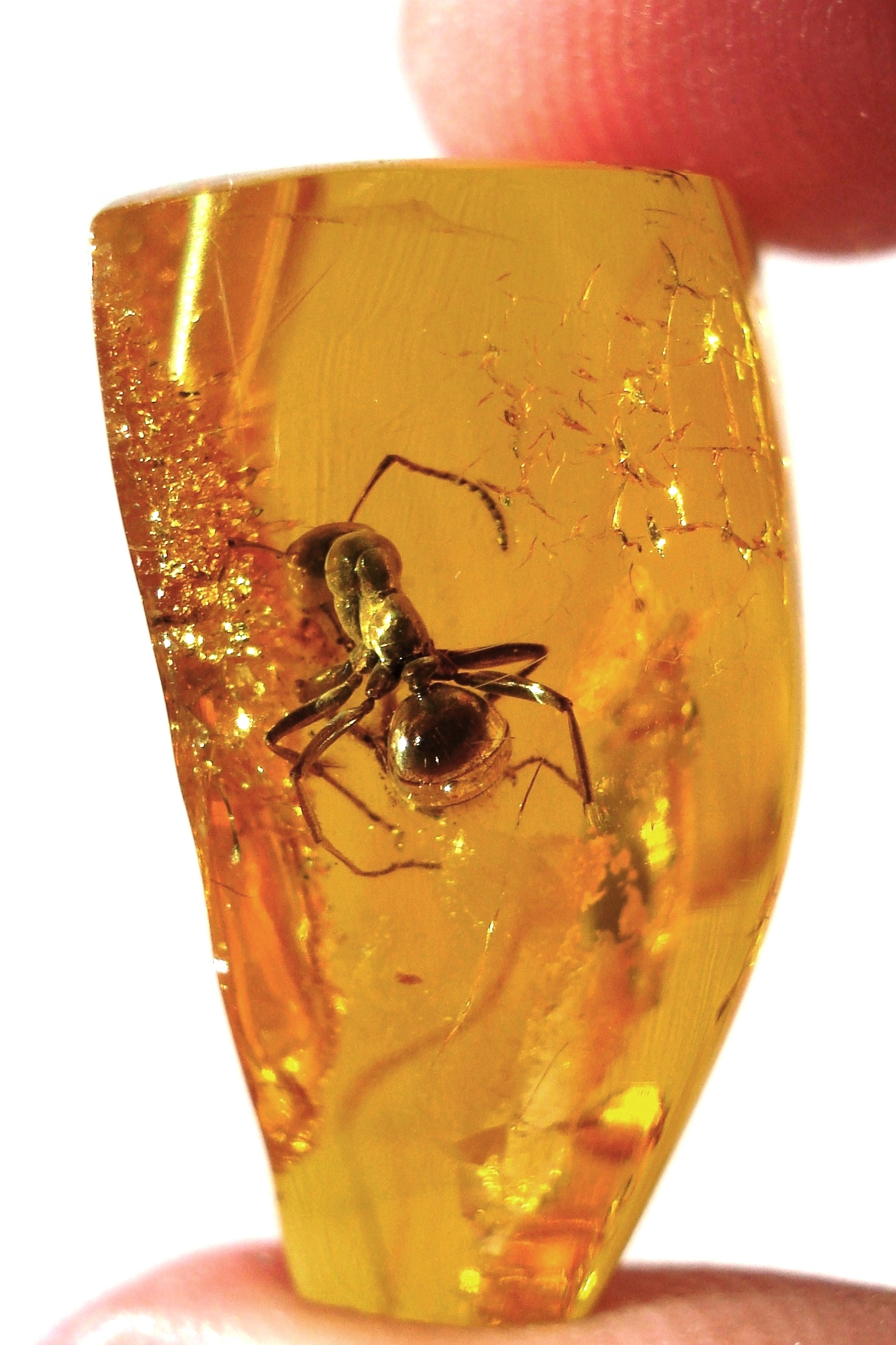
یک مورچه در داخل کهربای بالتیک

کهربا با نام انگلیسی amber از اسم عربی عنبر (هم ریشه با عنبر زبان فارسی میانه) از لاتین قرون وسطی ambar و فرانسوی میانه ambre مشتق می‌شود. این کلمه در انگلیسی قرون وسطی در قرن ۱۴ به تصویب رسید و به عنوان اشاره‌کننده به عنبر سائل، ماده‌ای مومی شکل جامد که از نهنگ عنبر گرفته می‌شود، شناخته شد. در زبان‌های رومی‌تبار، از اواخر قرن ۱۳ مفهوم کلمه به کهربای بالتیک (صمغ‌های فسیلی) تعمیم داده شده است. در ابتدا عنبر سفید یا زرد نامیده می‌شد، این معنا در اوایل قرن ۱۵ در انگلیسی به تصویب رسید. زمانی که استفاده از کهربا کاهش یافت، این معنا مفهوم اصلی کلمه شد.
در لغت از دو واژه کاه و ربا ساخته شده است و به معنای رباینده کاه است. این معنا به این دلیل برای این ماده به کار می‌رود که به هنگام مالیده شدن آن به یکپارچه یا امثال آن، در سطح کهربا الکتریسیته ساکن القاء می‌شود و این الکتریسیته ساکن باعث ربایش کاه می‌گردد. واژه عربی کَهرَبا معرب واژه پارسی کَهرُبا است که امروزه در زبان عربی به معنی «الکتریسیته» می‌باشد.

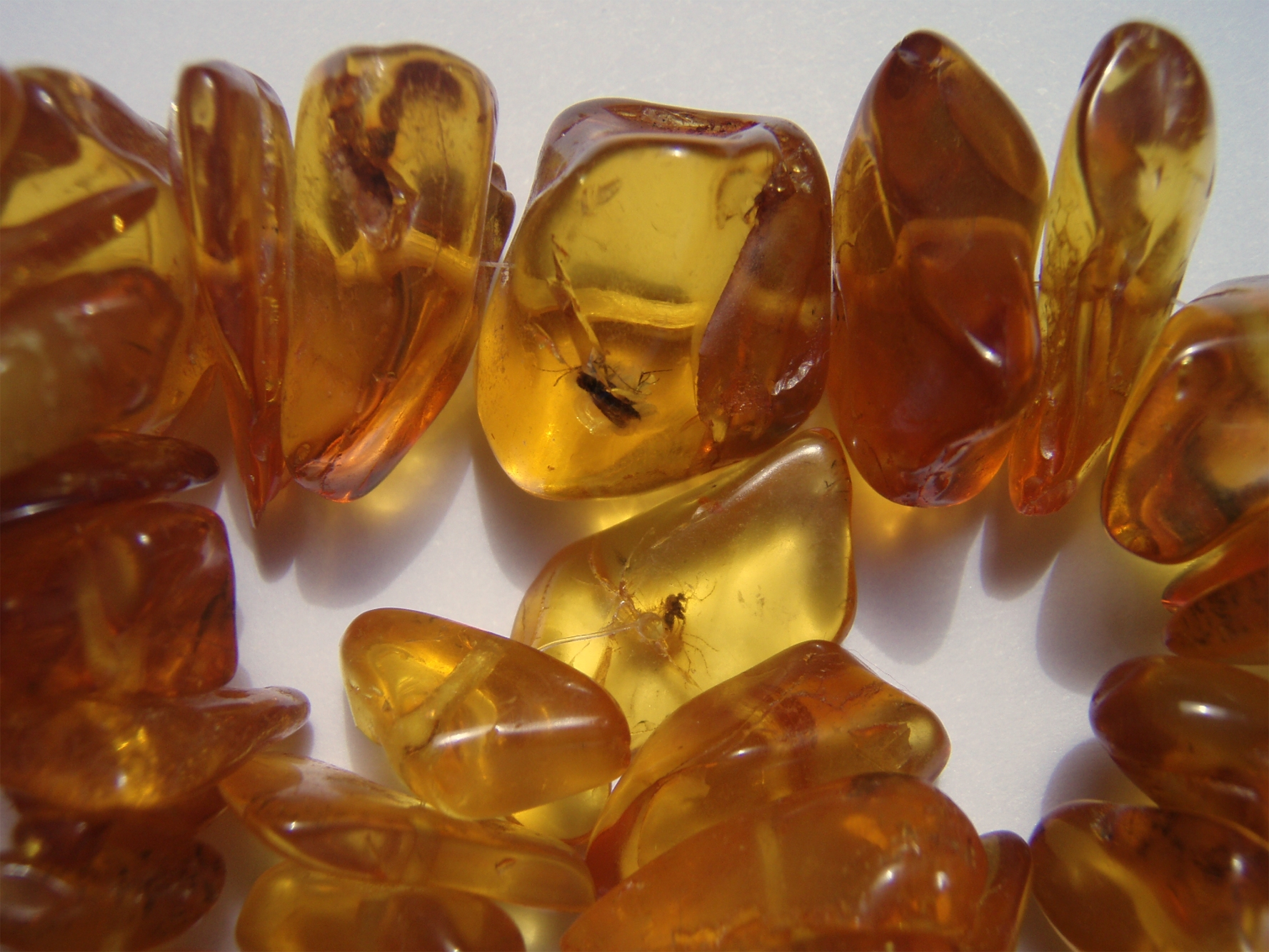
یک پشه و یک مگس به دام افتاده در کهربا، متعلق به حدود ۴۰ تا ۶۰ میلیون سال پیش

دو مادهٔ کهربای زرد و کهربای خاکستری به‌طور ممکن با هم همراه شدند چرا که هر دوی آن‌ها شناور در ساحل یافت گردیند. عنبر گریس چگالی کمتری نسبت به آب دارد و شناور است در حالی که کهربا برای شناور بودن غلظت بسیار بالایی دارد، اگر چه چگالی کم تری نسبت به سنگ دارد.
نام‌های کلاسیک برای کهربا، الکتروم لاتین و ἤλεκτρον یونان باستان (ELEKTRON)، همگی به معنای واحد ἠλέκτωρ «خورشید درخشان» مرتبط می‌شوند.
مطابق یک افسانه، زمانی که فایتون پسر هلیوس (خورشید) کشته شد، خواهران عزادار او درختان صنوبر (سرده) شدند و اشک‌های آنان 'الکترون'، کهربا شد.
کهربا در قرن ۴ قبل از میلاد توسط ثئوفراستوس مورد بحث واقع شد و دوباره در ۳۳۰ قبل از میلاد به وسیلهٔ پیتاس (ایزدبانو)، کسی که کارش در اقیانوس از دست رفت بحث شد، اما توسط پلینی بزرگ پلینیوس در کتاب " تاریخ طبیعی " ارجاع داده شد.
 پیتاس می‌گوید که مردم آلمان (می‌توانسته اشاره به دانمارک باشد چون بیشترین و معروفترین انواع این کهرباها در سواحل دانمارک یافت می‌شوند و یکی از صادرات مهم دانمارک محسوب می‌شود)، گوتیک‌ها، ساکن ساحل ورودی اقیانوسی به نام Mentonomon بودند که قلمرو آن‌ها ۶ هزار استادیا (واحد اندازه‌گیری یونان و رم باستان) گسترده است، که در یکی از روزهای آرام این قلمرو، در جزیرهٔ آبالوس، در ساحل آن، کهربای شناور بر موج‌ها، به شکل ماده‌ای دفعی از دریاو در شکل ساروج شنی دیده می‌شود، که ساکنان آن را به عنوان سوخت استفاده می‌کنند و آن را به همسایگان خود تیتان‌ها می‌فروشند 
.

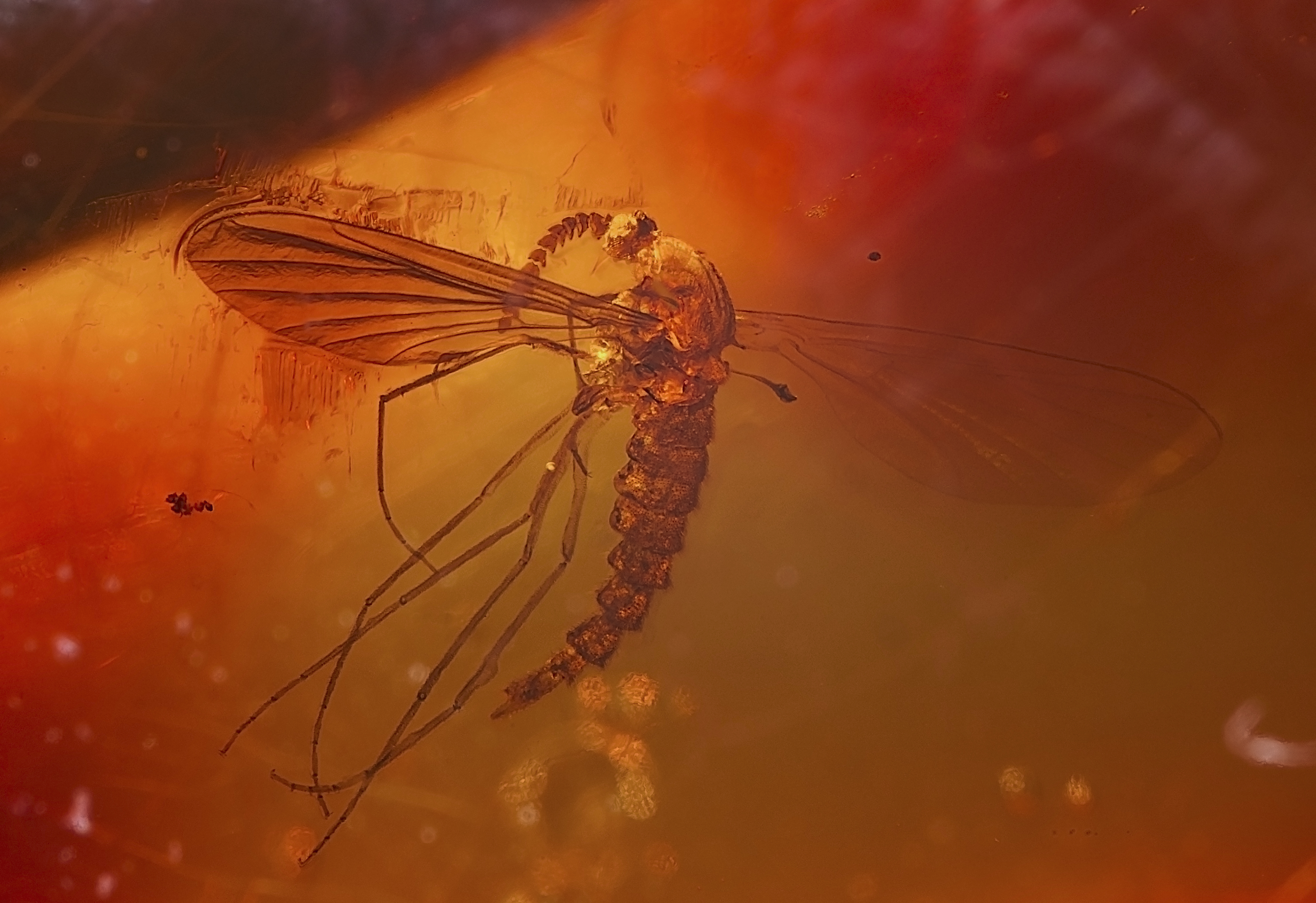
پشه‌ای در داخل کهربا

پیش تر پلینی می‌گوید که جزیرهٔ بزرگ ساحل Scythia، که توسط گزنفون از لامپساکوس، نویسندهٔ کتاب سفر خیالی در یونان، بالسیا خوانده می‌شد، توسط پیتاس باسیلیا نامیده می‌شود. فرض بر این است که مسیرهای تجاری خوبی برای کهربای مربوط به بالتیک با مدیترانه وجود داشت (معروف به جاده کهربا). پلینی به‌طور آشکار اظهار می‌کند که آلمانی‌ها کهربا را به پانونیا صادر می‌کنند. مردمان باستان جنوب ایتالیا در کار کهربا بودند، مهم‌ترین مثال‌ها را می‌توان در موزهٔ باستان‌شناسی Museum of Siritide to Matera یافت. کهربا در دوران باستان به همان طریق موکنای استفاده می‌شد و در دوران ماقبل مدیترانه‌ای از ذخایر سیسیل می‌آید.

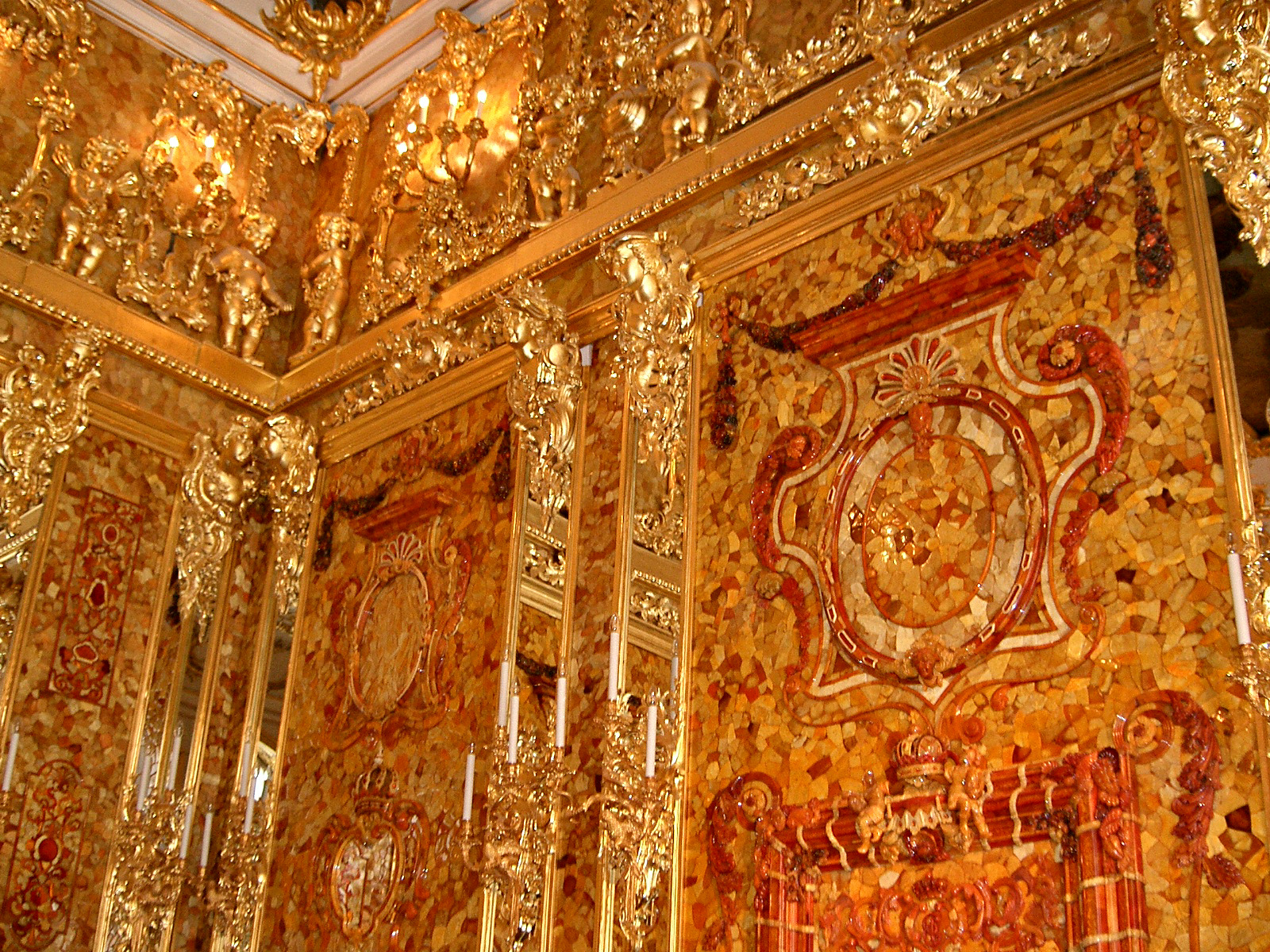
اتاق کهربا با استفاده از کهربای کالینینگراد بازسازی شد

پلینی همچنین به نقل از نظر Nicias می‌گوید؛ کهربا، «مایعی است که توسط پرتوهای خورشید تولید می‌شود؛ و این که این پرتوها در لحظهٔ چرخش ظاهری خورشید، با بزرگ‌ترین نیرویی در حال اصابت بر زمین، بر روی آن عرقی چرب بر جا می‌گذارند، که این با جریان اقیانوس حمل می‌شود، و به سمت سواحل آلمان منتقل می‌شود.» علاوه بر توضیحات خیالی که بر طبق آن کهربا «توسط خورشید تولید می‌شود»، پلینی نظراتی را نقل می‌کند که به خوبی از منشأ کهربا که صمغ درختان است آگاهی می‌دهد و نام بومی لاتین آن succinum را ذکر می‌کند.

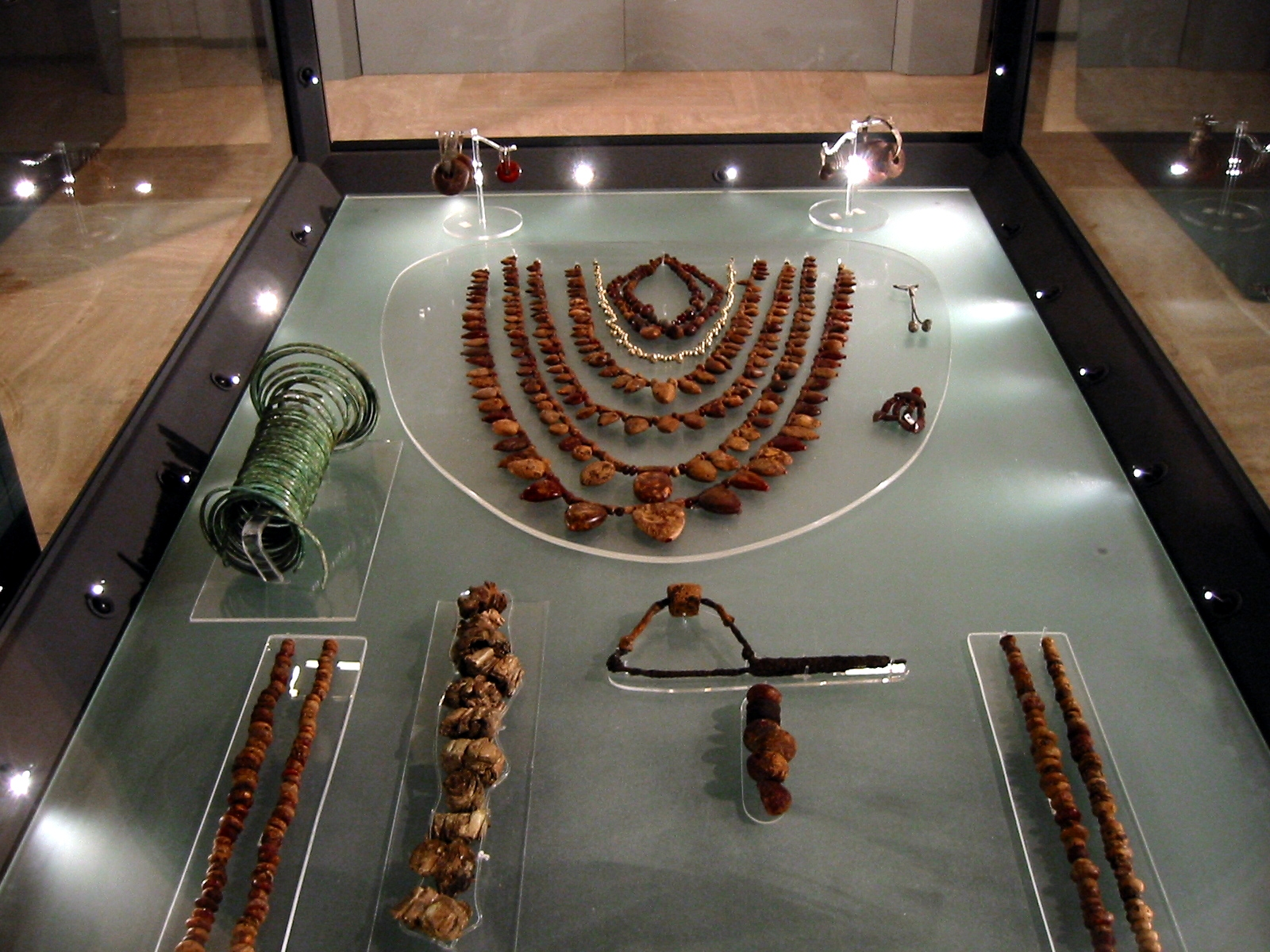
موزهٔ باستان‌شناسی Siritide to Matera

وی همچنین می‌گوید کهربا در مصر و هند نیز یافت می‌شود و او همچنین با گفتن این که زنان سوریه با این ماده حلقه‌های دوک خود را می‌سازند، و آن را هارپکس می‌نامند، به خواص الکتروستاتیک کهربا اشاره می‌کند.
پلین اظهار می‌کند که نام آلمانی کهربا glæsum بود، «به این دلیل که سزار آلمانی به ناوگان آن بخش فرمان داد، که به یکی از این جزایر نام Glæsaria را بدهند، توسط قوم بربر تحت عنوان Austeravia اتریش شناخته شد.» در زبان آلمانی میانهٔ پایینی Middle Low German، کهربا با عنوان berne-, barn-, börnstēn شناخته می‌شود. واژهٔ Low German در قرن ۱۸ در High German نیز مهم تلقی گردید.
در اوایل قرن نوزدهم، اولین گزارش در مورد کهربا از آمریکای شمالی از اکتشافات نیوجرسی در میان Crosswicks Creek نزدیک ترنتون در کمدن و نزدیک وودبری دریافت شد.
ببینید دانشمندانی مثل من فرمولی کشف کرده‌اند که با این فرمول می‌توان نئادرتدال‌ها و موجودات منقرض شده را به حیات آورند.
شاید از خودتان بپرسید که چرا هر فرمولی فرق می‌کند چون هر دانشمندی یک راه حل دارد.
برای مثال کامل کردن DNA.
نکته: «در همهٔ فرمول‌ها کهربا نقش اصلی دارد.»

## کانی‌شناسی
کهربا در گروه فسیل‌های صمغی در ترکیب‌های آلی (سنگ‌های ارگانیک) که منشأ گیاهی یا جانوری دارند قرار دارد. در دوران قدیم زمین‌شناسی به صورت صمغ از درختان کاج مخروطی شکل به نام (پیتوس-سوکسینیفرا) خارج شده و پس از خشک و سخت شدن به صورت فسیل و سنگ درآمده است.

## ترکیب و شکل‌گیری
کهربا از انواع ناهمگونی از مواد رزینی (صمغی) تشکیل شده که کما بیش در الکل، اتر و کلوروفرم محلول اند و همچنین مواد نامحلول قیری. کهربا ابر مولکولی از پلیمریزاسیون رادیکال آزاد چندین پیش ساز خانواده لابدان، به عنوان مثال COMMUNIC اسید، cummunol و biformene می‌باشد.
فرمول کلی کهربا
C۱۰H۱۶O
است. گرمادهی بالای ۲۰۰ درجهٔ سانتی گراد (۳۹۲ درجهٔ فارنهایت) باعث می‌شود که کهربا تجزیه شده و روغنی از کهربا خارج شود، و ته‌نشین و پس ماندی به نام «کلوفون کهربا» یا «قیر کهربا» برجای بماند؛ زمانی که محلول در روغن تربانتین یا در روغن کتان شد این «جلای کهربا» یا «لاک کهربا» را شکل می‌دهد.

### ساختمان

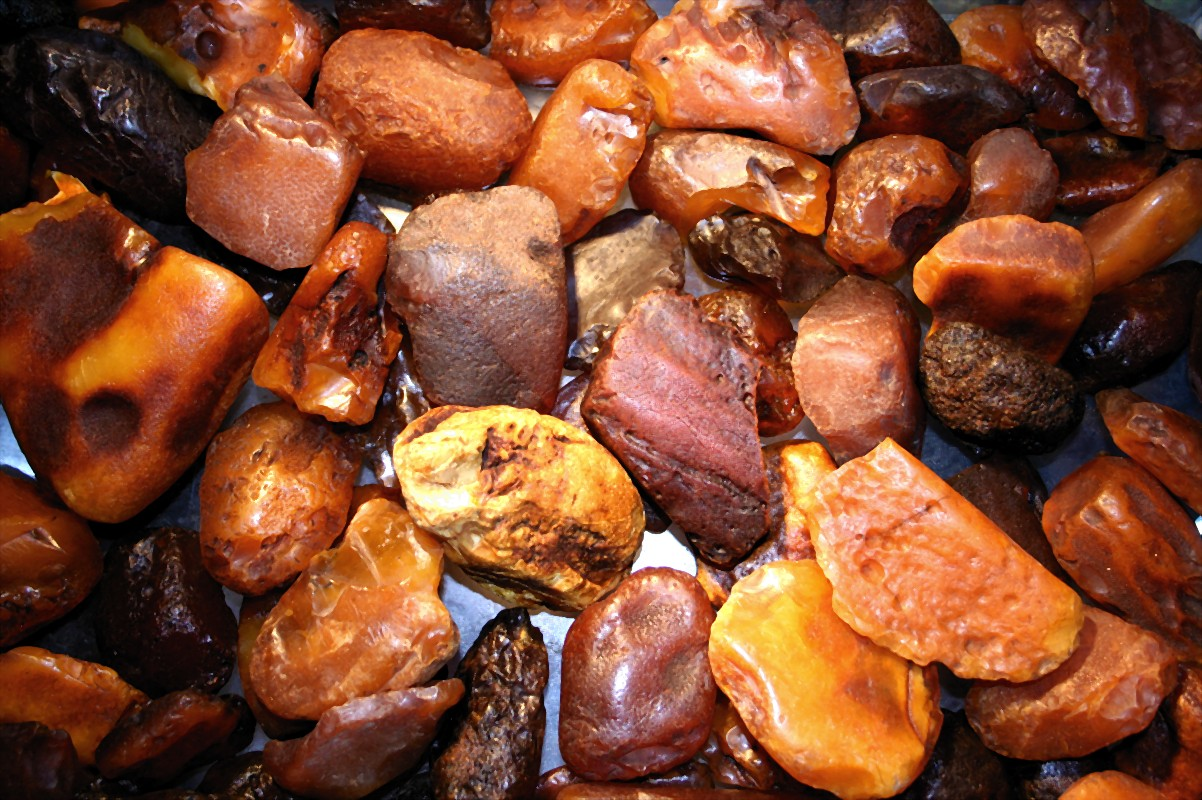
کهربای پولیش نخورده

پلیمریزاسیون مولکولی، ناشی از فشار بالا و دمای‌های تولید شده توسط رسوب پوشاننده، ترپن‌ها را فشرده کرده و باعث شکل‌گیری کهربا می‌شود.
برای روی دادن این واقعه، صمغ باید در مقابل پوسیدگی مقاوم باشد. برخی از درختان صمغ تولید می‌کنند، اما در اغلب موارد این ته نشست توسط فرایندهای فیزیکی و شیمیایی شکسته می‌شود. در معرض نور، باران، میکرواورگانیزم‌ها (مانند باکتری و قارچ‌ها) و دماهای شدید منجر به تجزیهٔ صمغ می‌شود. برای این که صمغ بیشتر زنده بماند تا تبدیل به کهربا شود، آن باید به چنین نیروهایی مقاوم باشد یا تحت شرایطی تولید شود که چنین نیروهایی را مانع شود.

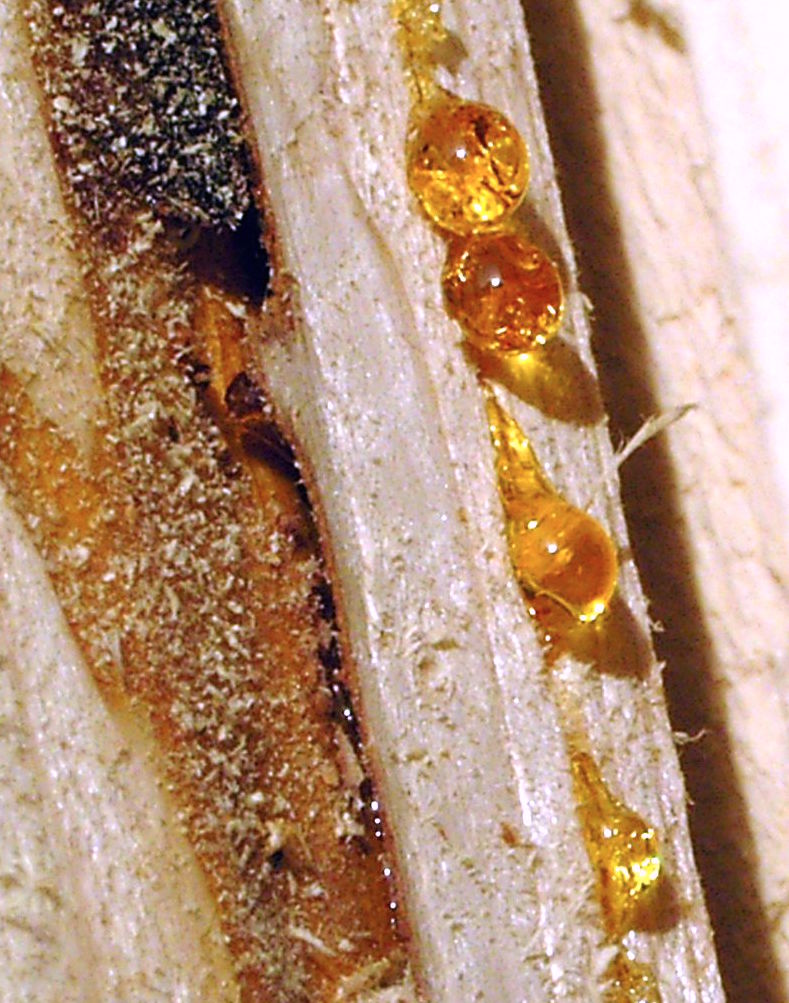
صمغ چوب، منبع کهربا

### منشأ گیاه‌شناسی
صمغ‌های فسیل اروپایی به دو دسته هستند؛ کهربای مشهور بالتیک و دیگری که شبیه گروه Aghathis می‌باشد. صمغ‌های فسیل آمریکایی و آفریقایی تقریباً به گروه جدید Hymenaea مرتبط می‌باشند، در حالی که کهرباهای بالتیک فرض می‌گردد که از صمغ فسیل گیاهان خانوادهٔ Sciadopityaceae باشند که در شمال اروپا زندگی می‌کنند.

### ناخالصی‌ها
رشد غیرطبیعی صمغ در درختان زنده، می‌تواند منجر به شکل‌گیری کهربا شود. ناخالصی‌ها اغلب وجود دارند، مخصوصاً زمانی که صمغ بر روی زمین می‌ریزد. چنین کهربای ناخالص firniss نامیده می‌شود.
چنین ناخالصی‌های مواد دیگر می‌تواند باعث تولید کهربا با رنگ غیرمنتظره شود. پیریت‌ها احتمالاً رنگ آبی ایجاد می‌کنند. کهربای استخوانی کدر بودن حالت ابری خود را مدیون حباب‌های کوچک متعدد در داخل صمغ است، با این حال، کهربای به اصطلاح سیاه در حقیقت فقط نوعی از شبق می‌باشد.
در کهربای تیره و حتی کهربای مات، تصور بر این است که ناخالصی‌ها از انرژی بالا، کنتراست بالا و وضوح بالای پرتو ایکس استفاده می‌کنند.

## استخراج و فرآوری

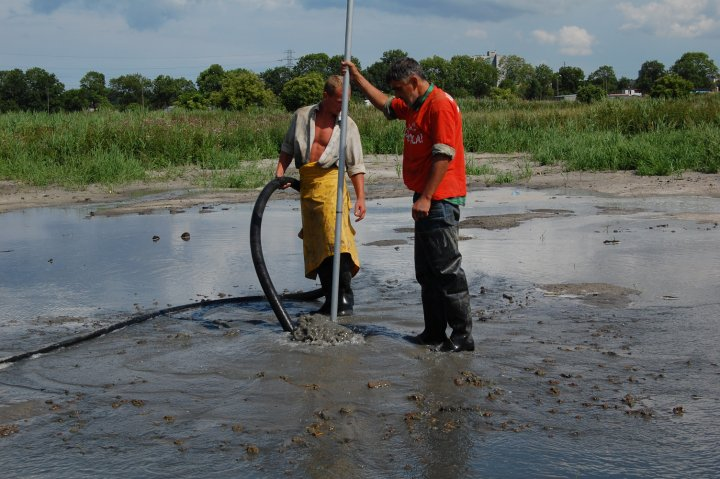
استخراج کهربا بالتیک از ته نشست‌های هولوسن، گدانسک، لهستان

### توزیع و معدن

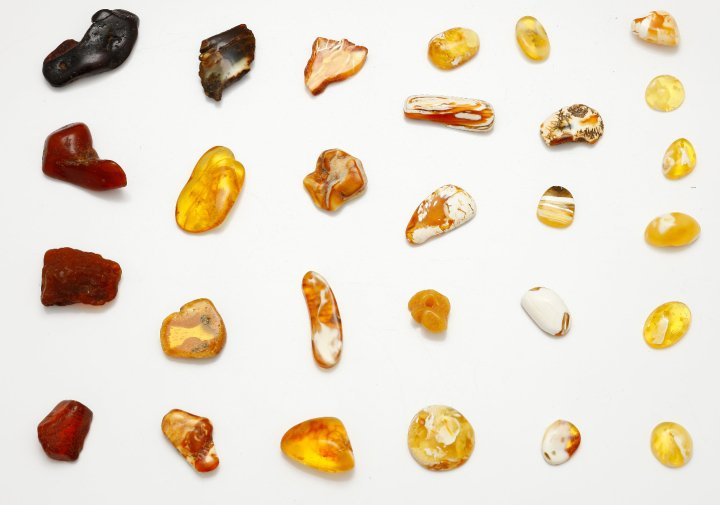
رنگ منحصر به فرد کهربا بالتیک. سنگ‌های صیقلی

کهربا در سطح جهان عمدتاً در سنگ‌های دورهٔ سن کرتاسه یا جوان تر گسترده شده است. از لحاظ تاریخی، ساحل ساملند غرب Königsberg در پروس منبع پیشرو کهربای جهان بود. ۹۰ درصد کهربای قابل استخراج جهان هنوز در آن منطقه واقع است که در سال ۱۹۴۶ کالینینگراد روسیه شد.
تکه‌هایی از کهربا از کف دریا توسط امواج کنده شده، و با دست، لاروبی یا غواصی جمع‌آوری می‌شوند. در جای دیگر، کهربا هم در آثار باز و هم در گالری‌های زیرزمینی استخراج می‌شود. سپس گره‌های زمین آبی باید حذف شوند و پوستهٔ مات پاک شود، که می‌توان در داخل بشکهٔ گردان حاوی شن و ماسه و آب این کار را انجام داد. سایش، این پوسته را، از کهربای دریایی حذف می‌کند.
کهربای کارائیب، به خصوص کهربای آبی دومینیکن از طریق ایجاد حفره استخراج می‌شود که به علت خطر ریزش تونل خطرناک می‌باشد.

### بهسازی
کارخانجات کهربای وین، کهربای کمرنگ را برای تولید پیپ، و سایر ابزارهای سیگار کشیدن استفاده می‌کنند، که آن را داخل دستگاه تراش گزارده و با آب و سفید کردن یا با سنگ‌های پوسیده و روغن صیقل می‌دهند. درخشش نهایی به وسیلهٔ سایش با فلانل داده می‌شود. زمانی که کهربا به تدریج در دوش روغن، گرما دهی شود نرم و منعطف خواهد شد. دو قطعه کهربا ممکن است توسط آغشتن سطوح آن‌ها با روغن بزرک، حرارت دادن آنها، و سپس فشردن آن‌ها به هم در حالی که گرم هستند با هم یکی شوند. کهربای ابری ممکن است در حمامی از روغن شفاف‌سازی شود، بدین معنی که روغن منافذ بی‌شمار را که باعث تیرگی آن شده‌اند پر می‌کند. قطعات کوچک، که قبلاً به دور انداخته شده یا تنها برای جلا استفاده می‌شوند، در حال حاضر در اندازهٔ بزرگ به منظور تشکیل "ambroid" یا "کهربای فشرده" استفاده می‌شود. این قطعات با دقت در نبود هوا گرم شده و سپس به یک توده حجیم توسط فشار هیدرولیکی شدید فشرده می‌شوند، کهربای نرم در میان منافذ یک صفحه فلزی رانده می‌شود. این محصول به‌طور گسترده برای تولید طلا و جواهر ارزان و ابزارآلات استعمال دخانیات استفاده می‌شود. این کهربای فشرده ترکیبی از رنگ‌های درخشان پولاریزه را تلاءلو می‌کند. کهربا اغلب با سایر صمغ‌ها مانند کوپال و صمغ کاج و همچنین سلولوید و حتی با شیشه به کار می‌رود. کهربای بالتیک گاهی به‌طور مصنوعی رنگ آمیزی می‌شود، اما همچنان به نام "کهربای واقعی" خوانده می‌شود.

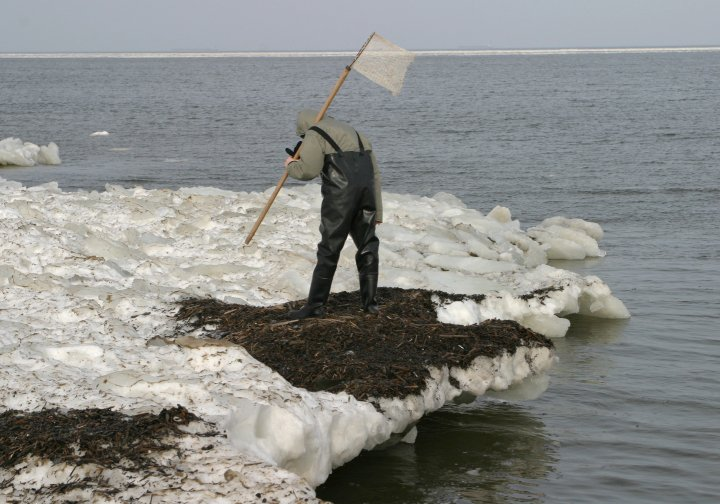
صید کهربا از ساحل دریای بالتیک، طوفان‌های زمستانی قطعات کهربا را پرتاب می‌کنند.. نزدیک گدانسک، لهستان

## ظاهر
کهربا در طیف وسیعی از رنگ‌های مختلف رخ می‌دهد. به عنوان معمول زردهای زرد-نارنجی-قهوه‌ای همراه کهربا هستند، کهربا می‌تواند در طیفی از رنگ‌های مختلف از سفید گرفته تا لیمویی کم رنگ به قهوه‌ای و سیاه متغیر باشد. رنگ‌های دیگر غیرمعمول عبارتند از کهربای قرمز (گاهی به عنوان «کهربا گیلاس» شناخته می‌شود)، عنبر سبز، و حتی کهربا ی آبی، که نادر و بسیار محبوب می‌باشد.

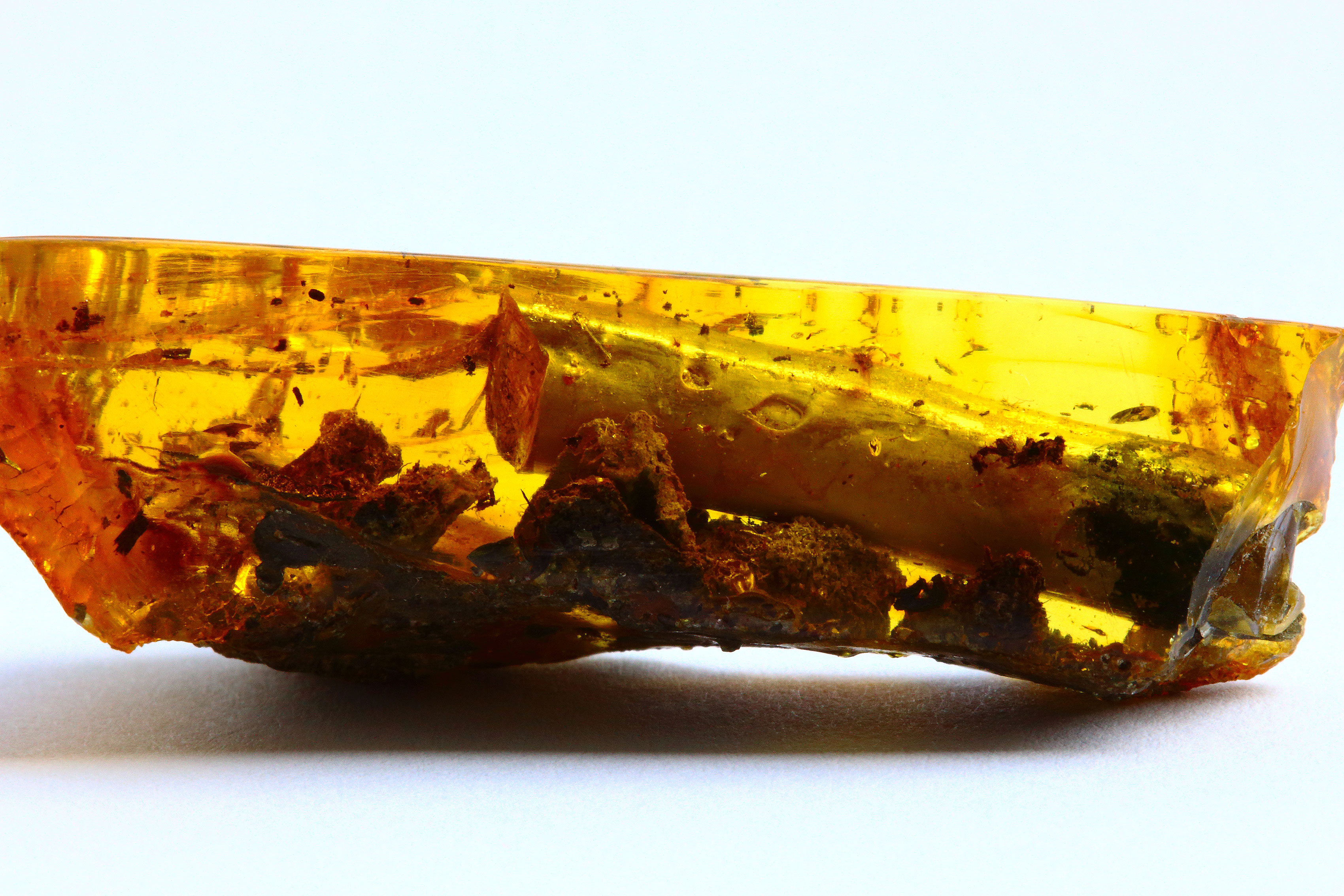
کهربای بالتیک به همراه ناخالصی‌ها

کهربای زرد سخت، شفاف، زرد، نارنجی، یا صمغ‌های فسیلی قهوه‌ای از درختان همیشه سبز است. برای ایرانیان به وسیلهٔ پهلوی کلمهٔ مرکب کاه-روبا (از کاه به همراه جذب، ربودن که اشاره به خاصیت الکتریکی آن دارد) شناخته شده است که وارد زبان عربی با عنوان کهرَبا شده است (بعدها کلمهٔ عربی برای الکتریسیته شد)، همچنین در اروپا Amber نامیده شد. در امتداد ساحل جنوبی دریای بالتیک، کهربای زرد یافت شده، از طریق تجارت به اروپای غربی و خاورمیانه رسیده است. کسب ساحلی کهربای زرد شاید دلیلی بوده است که به آن عنوان عنبر سائل اختصاص می‌دهند. علاوه بر این، مانند عنبر سائل، صمغ را می‌توان به عنوان بخور خوشبو سوزاند. استفادهٔ معمول تر از صمغ، با این حال، برای تزیین بود-به راحتی بریده و جلا داده می‌شد، آن را می‌توان به طلا و جواهر زیبا تبدیل کرد. بسیاری از کهرباهای بسیار باارزش در مقایسه با کهربای ابری و کهربا ی مات شفاف هستند. کهربای مات شامل حباب‌های متعدد کوچک است. این نوع از کهربا تحت عنوان «کهربای استخوانی» شناخته می‌شود.
اگر چه همهٔ کهربای دومینیکن فلورسنت است، کمیاب‌ترین کهربای دومینیکن کهربای آبی می‌باشد. آن در نور طبیعی خورشید و هر منبع نور دیگر تا حدی یا کاملاً فرابنفش است. در طول موج اشعه ماوراء بنفش، بازتاب بسیار قوی، تقریباً سفید دارد. تنها در حدود ۱۰۰ کیلوگرم (۲۲۰ پوند) در سال پیدا می‌شود، چیزی که سبب با ارزش و گران بودن آن می‌شود.

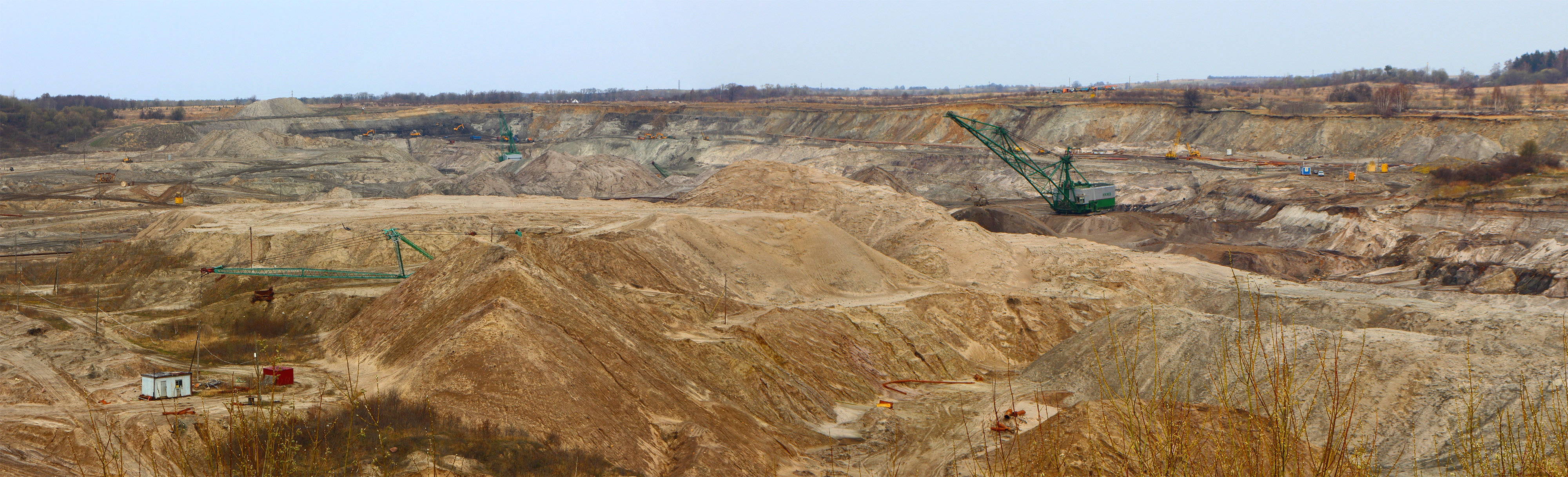
معدن کهربا «پریمرسکوج» در Yantarny، کالینینگراد، روسیه

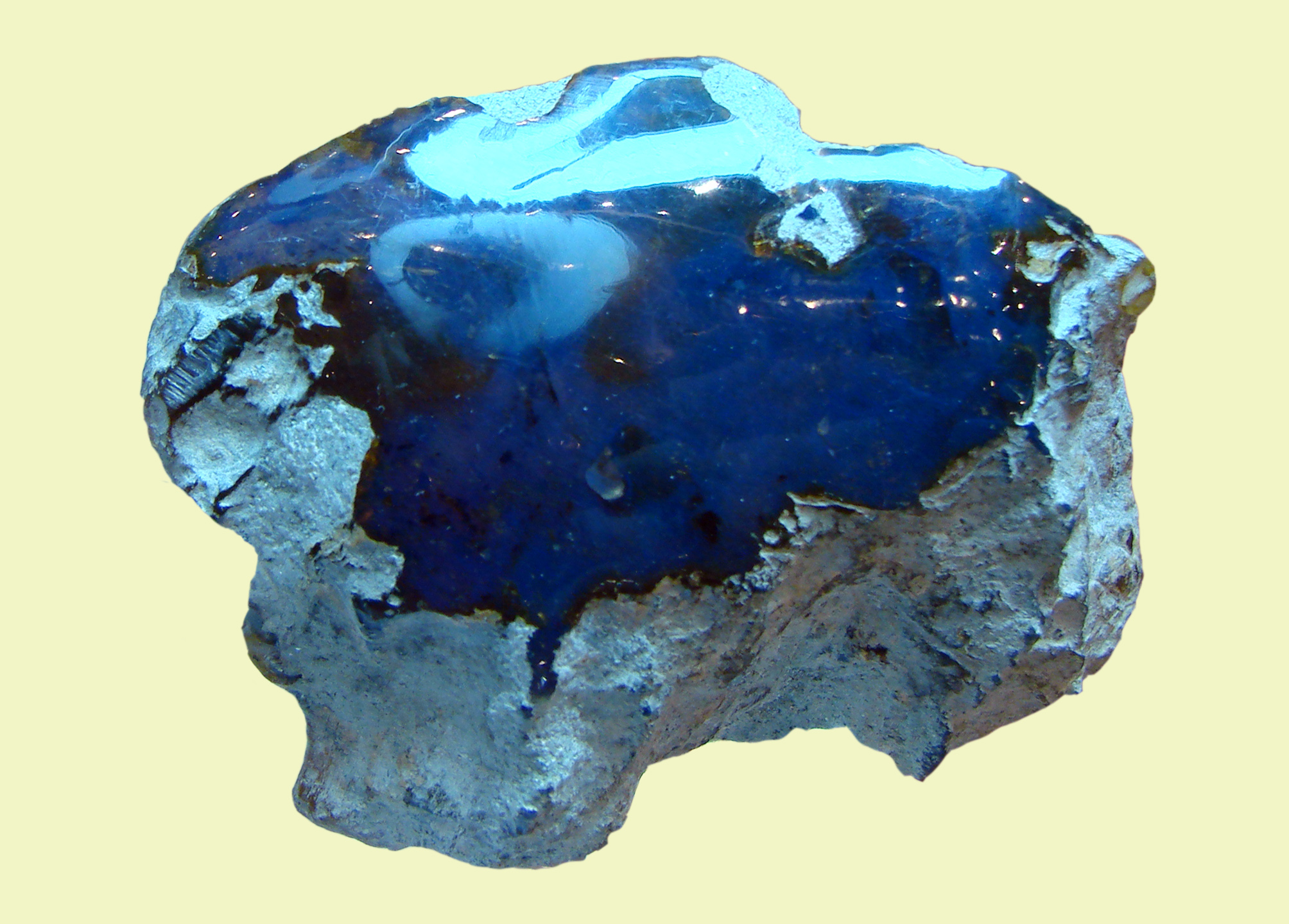
کهربای آبی از جمهوری دومنیکن

## طبقه‌بندی
اساساً دو نوع صمغ گیاهی با پتانسیل فسیله شدن وجود دارد. ترپنوئیدها، تولید شده توسط مخروطیان و نهاندانگان، متشکل از ساختار حلقوی از ایزوپرن (C5H8) واحد. صمغ فنولیک امروزه تنها به وسیلهٔ نهاندانگان تولید می‌شود. medullosans منقرض یک نوع سوم از صمغ را تولید می‌کند، که اغلب به عنوان کهربای رگه دار یافت می‌شود. ترکیب شیمیایی و ساختار کلی کهرباها برای تقسیم کهربا به ۵ بخش استفاده می‌شود. همچنین یک طبقه‌بندی جداگانه از گوهر سنگ‌های کهربا، با توجه به راه تولید آنان است.

### گروه I
این طبقه فراوان‌ترین است. این شامل اسیدهای کربوکسیلیک labdatriene مانند اسیدهای COMMUNIC یا Ozic است.

#### Ia
شامل Succinite، و Glessite (کهربای عادی بالتیک) می‌شود که دارای پایهٔ اسیدی است. کهربای بالتیک در تقطیر خشک سوکسینیک اسید تولید می‌کند، نسبت‌های متنوع از ۳ درصد تا ۸ درصد بوده، و بزرگ‌ترین در انواع مات و استخوانی می‌باشد. دود معطر و تحریک‌کننده خارج شده از سوختن کهربا عمدتاً به خاطر این اسید است. کهربای بالتیک به وسیلهٔ محصول خود از اسید سوکسینیک، یعنی succinite متمایز می‌شود. سوکسنایت سختی بین ۲ و ۳ دارد که تقریباً بیشتر از بسیاری از سایر صمغ‌های فسیلی است. وزن مخصوص آن از ۱٫۰۵ به ۱٫۰۱۰ متغیر می‌باشد. آن می‌تواند از سایر کهرباها به وسیلهٔ طیف‌سنجی مادون سرخ به دلیل اوج جذب کربونیل متمایز گردد. طیف‌سنجی مادون سرخ می‌تواند سن نسبی یک نمونه کهربا را شناسایی کند. اسید سوکسینیک شاید جز اصلی کهربا نباشد اما ترجیحاً حاصل تخریب اسید استیک است.

#### Ib
مشابه طبقهٔ Ia پایهٔ اسیدی دارند، اما آن‌ها اسید سوکسینیک ندارند.

#### Ic
این طبقه پایهٔ اسیدی enantio-labdatrienonic را دارا می‌باشد. مشهودترین آن کهربای دومینیکین است.
کهربای دومینیکین با شفافیت بیشتر از کهربای بالتیک متمایز می‌شود و اغلب شامل تعداد بیشتری اجزای فسیلی است. این، بازسازی دقیقی از اکوسیستم جنگل‌های طولانی از بین رفتهٔ گرمسیری را فراهم کرده است. صمغ گونه Hymenaea protera منبع کهربای دومینیکن بوده و آن سوکسنایت نیست بلکه رتینیت می‌باشد.

### گروه II
این کهرباها از صمغ‌هایی با یک پایهٔ sesquiterpenoid، نظیر cadinene، تشکیل می‌شوند.

### گروه III
این کهرباها پلی استایرن هستند.

### گروه IV
گروه چهارم چیزی از سبد زبالهٔ کاغذی است؛ کهرباهای آن پلیمریزه نمی‌شوند، اما عمدتاً شامل sesquiterpenoids مبتنی بر cedrene هستند.

### گروه V
به نظر می‌رسد که صمغ گروه پنجم از کاج یا خانوادهٔ کاج تولید می‌شوند.

## پیشینهٔ زمین‌شناسی

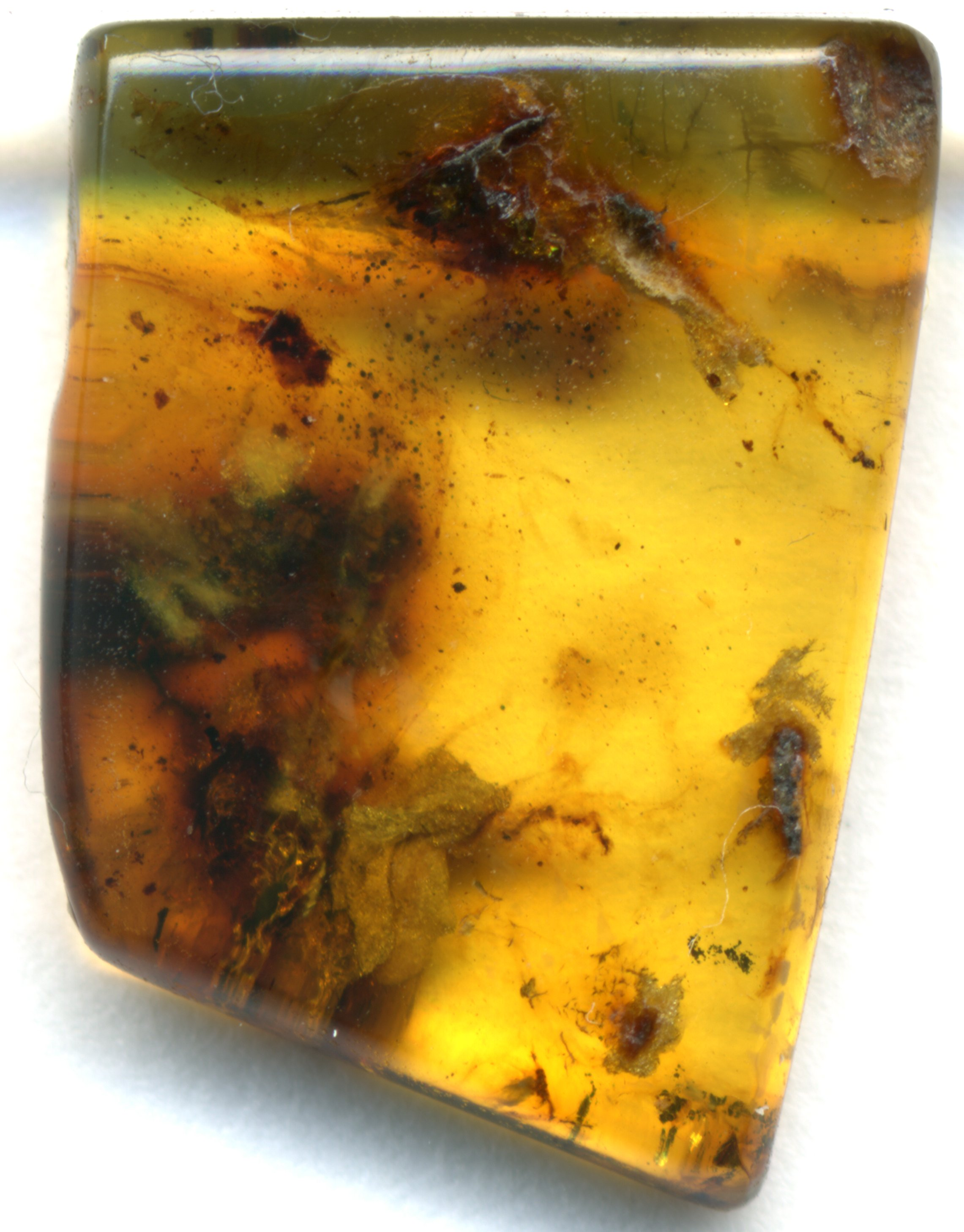
نمونه‌ای از کهربا شامل تعدادی ناخالصی‌های ناواضح

تاریخ به دست آورن قدیمی‌ترین کهربا دورهٔ کربونیفر بالایی است (۳۲۰ میلیون سال پیش). ترکیب شیمیایی مطابقت کهربا را با تولیدکنندگان آن مشکل می‌سازد-آن بیشتر شبیه صمغ تولید شده با گیاهان گلدار می‌باشد؛ با این وجود، هیچ فسیل گیاه گلداری تا کرتاسه وجود ندارد. کهربا مدت‌ها بعد از کربونیفر بیشتر می‌شود، در اوایل کرتاسه، ۱۵۰ میلیون سال پیش، در آن هنگام که همراه حشرات یافت می‌شود. کهربای قدیمی با اجزای بی مهرگان از مشرق، از لبنان و اردن می‌آید. این کهربا تقریباً با قدمت ۱۲۵–۱۳۵ میلیون سال، از ارزش علمی بالایی برخوردار است و شواهدی از برخی از قدیمی‌ترین نمونه‌های اکوسیستم ارائه می‌کند.
در لبنان بیش از ۴۵۰ برونزد یا رخنمون از کهربای کرتاسه پایینی توسط Dany Azar دیرینه‌شناس و حشره‌شناس لبنانی کشف گردید. در میان این رخنمون‌ها به تعدا ۲۰ همراه با اجزاء بیولوژیکی حاوی قدیمی‌ترین نماینده از چندین خانوادهٔ بندپایان زمینی بی مهره بودند. حتی پیش تر، کهربای ژوراسیک در لبنان یافت شده بوده است. تعدادی از حشرات قابل توجه و عنکبوت‌ها اخیراً در کهربای اردن کشف شدند که شامل سوسک‌های zorapterans، و clerid، و Planthopper قدیمی بودند. بعد از ۱۹۴۵ این سرزمین اطراف کونیگسبرگ، پروس به سمت لنینگراد، روسیه، جایی که اکنون کهربا به‌طور سیستماتیک استخراج می‌شود معطوف گردید.
کهربای بالتیک یا سوکسونیت (بنابر مستند تاریخی به عنوان کهربای پروس با گره نامنظم در شن و ماسه، شناخته شده به عنوان زمین آبی در طبقات پایین الیگوسن سامبیا پروس رخ می‌دهد.

### اهمیت دیرینه‌شناسی
کهربا قطعاً حالت منحصر به فرد بودن خود را حفظ نموده است و در بازسازی اکوسیستم و ارگانیزم‌ها مفید می‌باشد. کهربا گاهی شامل جانوران یا مادهٔ گیاه است که در صمغ گرفتار می‌شوند. حشرات، عنکبوت‌ها و حتی تارشان، کرم‌ها، قورباغه‌ها، سخت پوستان، باکتری‌ها و آمیب‌ها، میکروفسیل‌های دریایی، چوب، گل‌ها و میوه، مو، پر و سایر موجودات ریز در کهربا ۱۳۰ میلیون سال قبل یافت می‌شده است و و.
در اوت ۲۰۱۲، دو کنهٔ گرفتار در کهربا به عنوان قدیمی‌ترین حیوانات که تاکنون در ماده یافت شده است شناسایی شدند؛ عمر کنه‌ها ۲۳۰ میلیون سال بوده و در شمال شرقی ایتالیا کشف شدند.

## کاربرد
کهربا از دوران ما قبل تاریخ در تولید جواهرات و زیور آلات و همچنین در طب سنتی مورد استفاده قرار می‌گرفته است. کهربا همچنین در مشروب akvavit به عنوان طعم دهنده محسوب می‌شود. کهربا به عنوان عنصری در عطرسازی مورد استفاده قرار می‌گیرد.

### جواهرات
کهربا از دوران سنگی از ۱۳۰۰۰ هزار سال پیش استفاده می‌شده است. زیورآلات کهربا در مقابر میسنی‌ها و سایر مکان‌های اروپا یافت شده است. امروز از کهربا در تولید سیگار و دمندهٔ شیشه استفاده می‌شود و. جایگاه کهربا در فرهنگ سنتی به آن ارزش گردشگری داده؛ موزهٔ کهربای پالانگا Palanga Amber Museum به صمغ‌های فسیل شده اختصاص داده شده است.

### کاربرد دارویی تاریخی
کهربا مدت طولانی است که در طب سنتی برای خواص درمانی آن استفاده می‌شود.

### بوی کهربا و عطریات کهربا

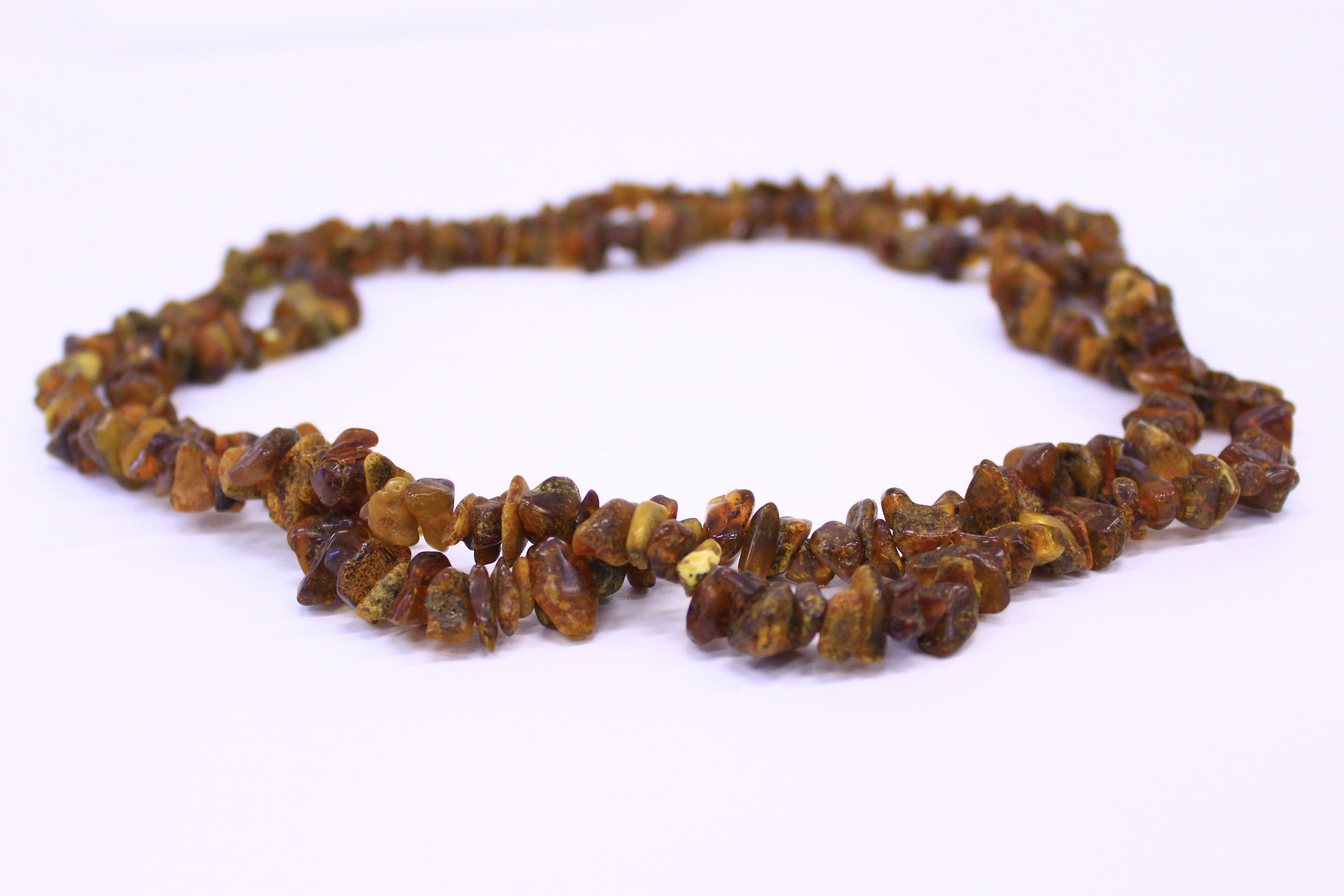
جواهر کهربای لیتوانیایی

در چین باستان سوزاندن کهربا در طول جشن‌های بزرگ مرسوم بود. اگر کهربا تحت شرایط مناسب گرم شود، روغن کهربا تولید می‌شود، و در زمان‌های گذشته این با نیتریک اسید برای ایجاد مشک مصنوعی ترکیب می‌شد -صمغی با بوی مشک عجیب. اگر چه زمانی که کهربا می‌سوزد، رایحهٔ خاص درخت کاج را بیرون پراکنده می‌کند، لیکن محصولات مدرن، مثل عطر، به‌طور معمول کهربا ی واقعی را با توجه به این واقعیت که کهربای فسیل، عطر و بوی بسیار کم دارد استفاده نمی‌کنند. در عطرسازی، اغلب رایحه‌ای با عنوان «کهربا» تولید و ثبت می‌شود به تقلید از حرارت طلایی فسیلی.
رایحهٔ کهربا، اساساً به تقلید از عنبر گریس یا لابادانوم مشتق شد، اما با توجه به گونه‌های در حال انقراض نهنگ عنبر رایحهٔ کهربا اکنون تا حد زیادی از صمغ مشتق می‌شود. اصطلاح «کهربا» به‌طور گسترده برای توصیف عطر و بویی گرم، مشک، نفیس و گرانبها و عسل مانند و نیز تا حدودی شرقی و خاکی گرفته می‌شود. می‌توان آن را به صورت مصنوعی ایجاد کرد یا از صمغ‌های طبیعی تولید نمود.

## معادن بزرگ کهربا در جهان
کشورهای ایتالیا، جمهوری دومینیکن، رومانی، برمه، چین، کانادا، مکزیک، ژاپن، روسیه و آمریکا دارای معدن کهربا هستند.
کهربا-که از اوایل دوره زمین‌شناسی کرتاسه وجود داشته- توسط آفتیم آکرااز کوه‌های لبنان در جنوب بیروت استخراج شده است. معروف‌ترین کهرباها در ساحل لهستان و شوروی سابق یافت می‌شوند.
بزرگ‌ترین معدن کهربا در غرب کالینینگراد در روسیه در عمق ۳۰ متری زمین در زیر شن و ماسه است.

### رنگ کهربایی
این رنگ که در زبان انگلیسی Amber تلفظ می‌گردد، به رنگی بین رنگ‌های نارنجی و زرد گفته می‌شود. در صنایع روشنایی این رنگ کاربرد گسترده‌ای دارد، به‌طوری‌که گاهی در کنار نورهای اصلی (آبی، سبز، قرمز) به عنوان کمکی برای ساخت طیف رنگی مورد استفاده قرار می‌گیرد.